# Motor V10
Motor V10 a diesel do 
caminhão Isuzu Giga.
Motor V10 é uma configuração de motor a explosão que possui dez cilindros dispostos em duas fileiras de cinco cilindros.

## Mecânica
O ângulo entre as fileiras de cilindros mais apropriado para os motores V10 de quatro tempos é teoricamente o de 72°, que permite o início do ciclo em cada um dos cilindros com intervalo uniforme de tempo.
Uma alternativa usada em muitos projetos é a construção do motor com ângulo de 90°, entretanto neste caso o intervalo entre o início do ciclo é diferente. Esta opção é interessante quando o motor produzido é derivado de um motor V8, cujo ângulo ideal é o de 90°.

## Usos

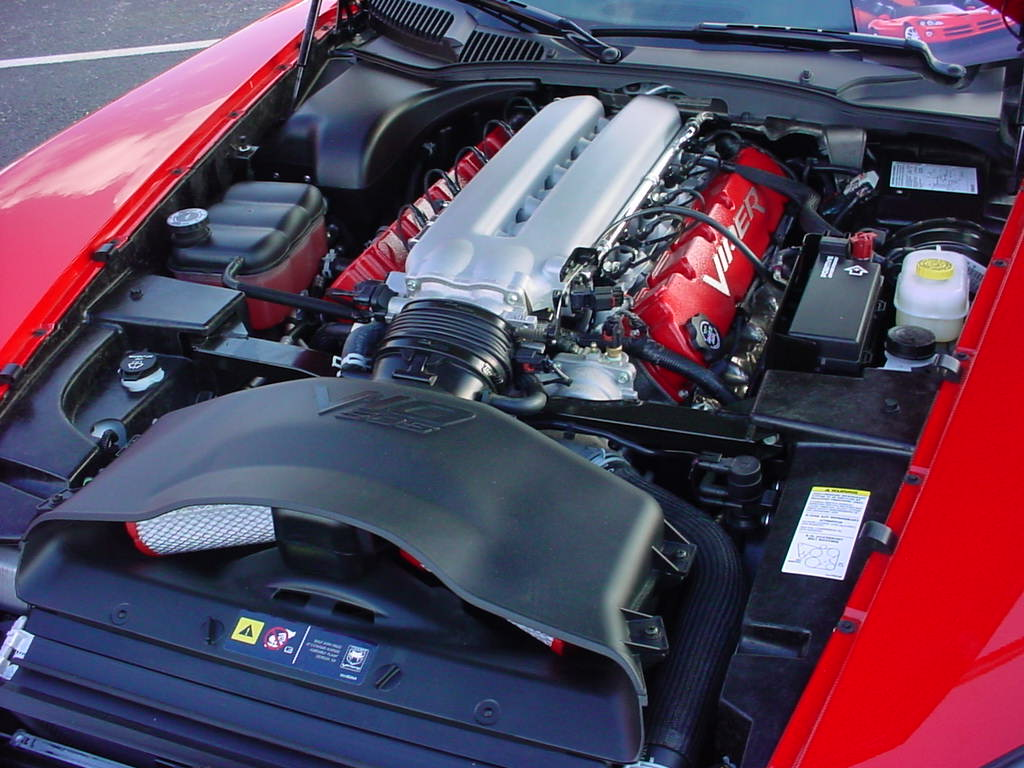
Motor do Dodge Viper V10

Os motores V10 são usados principalmente em automóveis esportivos e caminhonetes de grande porte, podendo também ser usados em caminhões pesados. Foram também usados na Fórmula 1 entre os anos de 1989 e 2005, quando o regulamento passou a exigir o uso de motores V8 (A equipe Toro Rosso ainda teve a autorização para utilizar motores V-10, com limitação de giro, em 2006). Durante o período em que foram usados na Fórmula 1, os motores V10 mostraram ser a configuração ideal, visto que, durante os últimos anos em que foram permitidos, foram a opção escolhida por praticamente todas as equipes participantes do torneio mundial.

## Motores Otto
Automóveis
- Audi S6, S8, RS6 e R8;
- BMW M5 e M6
- Dodge Viper
- Lamborghini Gallardo
- Lexus LFA
- Porsche Carrera GT

Caminhões e Utilitários
- Dodge Ram 2500, 3500 e SRT10
- Ford F-250, F-350, F-450, F-550, E-350 e Excursion

## Motores Diesel
Caminhões
MAM 18.603
Automóveis e utilitários
- Volkswagen Touareg, Volkswagen Phaeton